# Elizabeth Webb Nicholls
Elizabeth Webb Nicholls (Adelaide, 21 de fevereiro de 1850 – Adelaide, 3 de agosto de 1943) foi uma sufragista australiana. Ela assumiu vários papéis de destaque em Adelaide, capital da Austrália Meridional, e foi presidente da filial local da União de Temperança Feminina Cristã (WCTU), uma das organizações que mais atuaram em prol do sufrágio feminino na Austrália Meridional, direito que foi concedido em 1894.

## Início de vida
Nicholls nasceu em 21 de fevereiro de 1850 em Adelaide, Austrália. Era filha de Mary Ann e Samuel Bakewell. Após a morte da sua mãe, quando Nicholls tinha apenas três anos de idade, ela passou a morar com parentes na Inglaterra antes de retornar a Adelaide. Seu pai casou-se com a irmã da sua mãe, Eliza Hannah. Nicholls casou-se com Alfred Richard Nicholls em 2 de agosto de 1870, teve cinco filhos e ajudou a criar dois parentes órfãos.
Como membro de uma igreja metodista no norte de Adelaide, Nicholls foi professora da Escola Dominical e distribuía folhetos religiosos. Nicholls era considerada "de baixa estatura e expressão benigna, uma oradora agradável e despreocupada que rapidamente ganhou a aprovação de seus membros pela sua eficiência e entusiasmo".

## Ativismo

### União de Temperança Feminina Cristã (WCTU)
Em julho de 1886 Nicholls juntou-se à União de Temperança Feminina Cristã da Austrália Meridional, três meses após sua formação. Envolvendo-se fortemente em 1888, Nicholls tornou-se a presidente provisória da filial de Adelaide no final daquele ano e foi eleita presidente colonial em 1889, cargo que ocupou até 1897.
Em 1891 Nicholls tornou-se uma das primeiras mulheres a serem aceitas na Aliança de Temperança da Austrália Meridional.
Nicholls também foi a fundadora do jornal da WCTU, Our Federation, e foi sua editora de 1898 até a sua extinção em 1904.

### Sufrágio feminino

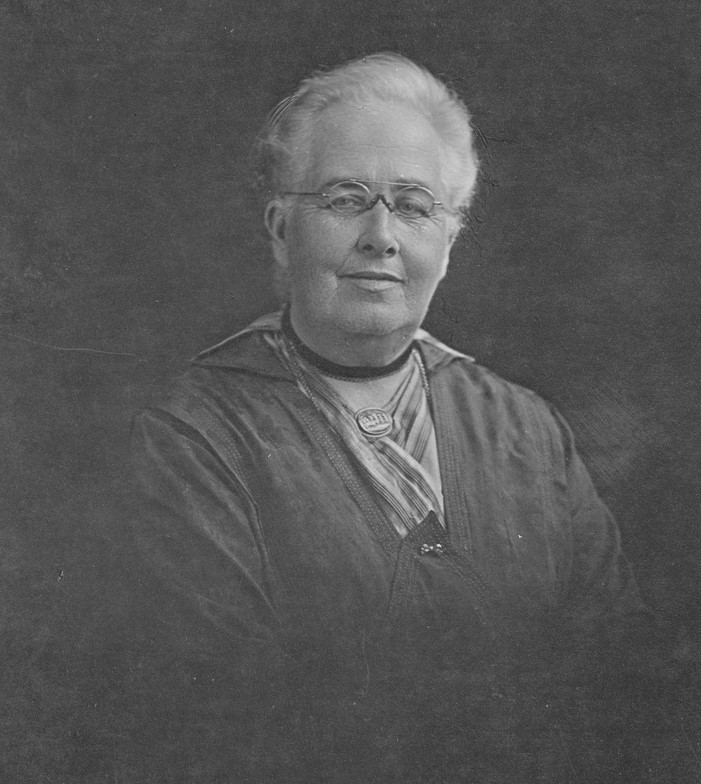
Nicholls em 1919

Nicholls revigorou o ativismo pelo sufrágio feminino da WCTU e encorajou as mulheres a escreverem para os membros do parlamento local. Ela investiu muito esforço em educar as mulheres sobre seu potencial político, falando em vários lugares sobre noções básicas de inscrição e votação, usando sua "Plataforma de Princípios".
Nicholls juntou-se à Liga pelo Sufrágio Feminino da Austrália Meridional e posteriormente tornou-se conselheira da Liga. Em 1894 ela assumiu a função de Superintendente Colonial do Departamento de Sufrágio da WCTU.
Nicholls ajudou a arrecadar 8 268 das 11 600 assinaturas necessárias para a petição pelo sufrágio feminino, enviada ao Parlamento da Austrália Meridional.

## Morte
Nicholls morreu em Adelaide, em 3 de agosto de 1943 e foi sepultada no Payneham Cemetery, Austrália Meridional.